# Charles du Passage
Marie-Charles du Passage est un sculpteur animalier et illustrateur français né à Frohen-le-Grand (Somme) le 18 juillet 1843 et mort à Boulogne-sur-Mer (Pas-de-Calais) le 26 janvier 1926.

## Biographie
Charles du Passage, vicomte du Passage, naît au château de Frohen-le-Grand, fils d'Édouard, comte du Passage, et de Sidonie Perrot de Fercourt.
Il a pour frère Arthur du Passage, comte du Passage (1838-1908), sculpteur animalier, dont il est l'élève, avant d'être celui d'Edouard Traviès.
Avec son frère, il est aussi l'élève de René Princeteau, dans l'atelier duquel il se lie avec le jeune Henri de Toulouse-Lautrec, dont le père était une de ses relations.
Il exécute des dessins et des peintures animalières à l'aquarelle, représentant notamment des oiseaux et des poissons.
Il réalise aussi de nombreuses sculptures, certaines fondues en bronze ou en fonte, qu'il expose au Salon presque chaque année entre 1871 et 1904.
Dans les années 1890-1910, il participe aussi régulièrement, à l'Orangerie des Tuileries, aujourd'hui Musée de l'Orangerie, à Paris, à l'Exposition annuelle des Peintres et Sculpteurs de Chasse et Vénerie. Avec son frère, il y présente des sculptures, des peintures, des aquarelles.
Il collabore comme illustrateur aux revues La Chasse illustrée et à La France illustrée.
Ses sculptures représentent des animaux sauvages et domestiques divers, à l'exception des chevaux, dont son frère, officier de cavalerie, s'était fait une spécialité.
Certaines d'entre elles, réalisées en fonte dans de grandes tailles, souvent par la Fonderie d'art du Val d'Osne, étaient destinées à l'ornement des jardins et des parcs,.

## Mariage et descendance
De son mariage, en 1873, avec Berthe Plantard de Laucourt, Charles du Passage eût trois enfants :
- Arnold du Passage (1874-1949) ;
- Marie Angèle du Passage (1878-1896) ;
- Odile du Passage (1885-1946), mariée en 1907 avec Amédée Behaghel (1873-1938), dont postérité.

## Œuvres
- Le Lendemain d'une battue, 1880[10].
- Renard étranglant un coq, 1881[11].
- Combat de sangliers, 1882, groupe en plâtre[12].
- "Portos", chien pointeur, le premier coup de nez, 1883[13].
- Combat de sangliers, 1882, groupe en fonte[14].
- Miss Rosate, souvenir du tir international de Monaco, 1884, groupe en plâtre[15].
- Brocard et chevrette au lancer, 1885, groupe en plâtre[16]. Cette œuvre a été éditée en fonte[17].
- Gunnor et Flag en chasse, chiens du grand-prix de l'exposition de Paris, 1887, groupe en plâtre[18]. Cette œuvre a été éditée en fonte[19].
- Première sortie de l'étable, les mouches, 1888[20].
- Le dernier crochet, souvenir de Courving, 1889[21].
- La Lutte pour la vie, chiens de rue, 1890[22].
- La Mort du brocart, beagles d'Ecosse, équipage de M. Bary, 1892[23].
- Après le combat, cerfs, 1893, groupe en plâtre[24]. Cette œuvre a été éditée en fonte[25],[26].
- Miss, chienne laverack en garenne, alias Setter et Courlis, plâtre, terre cuite, 1891. Cette œuvre, exposée sous la signature de Charles du Passage, tout d'abord en 1891 à la deuxième exposition des Peintres et sculpteurs de Chasse et Vénerie[27], puis au Salon de 1894[28],[29], a été éditée en bronze, à d'assez nombreux exemplaires, sous la signature de son frère, Arthur du Passage [30] ;
- Le Combat de cerfs, 1894, groupe en fer et bronze[31],[32].
- La Mort du lièvre, 1895[33], oeuvre en plâtre, donnée en 1897 par l'artiste au musée Boucher-de-Perthes[34] d'Abbeville.
- Braconnier terrassé par un sanglier, 1897[35].
- Vase gaulois, 1898[36].
- Sangliers, 1901[37].
- Milord et Diane, 1903, bas-relief[38].
- Braconnier et sanglier, 1904[39].
- Loup emportant un agneau et poursuivi par un petit chien, 1886, groupe en fonte[40].